# Wilhelm Kuhnert

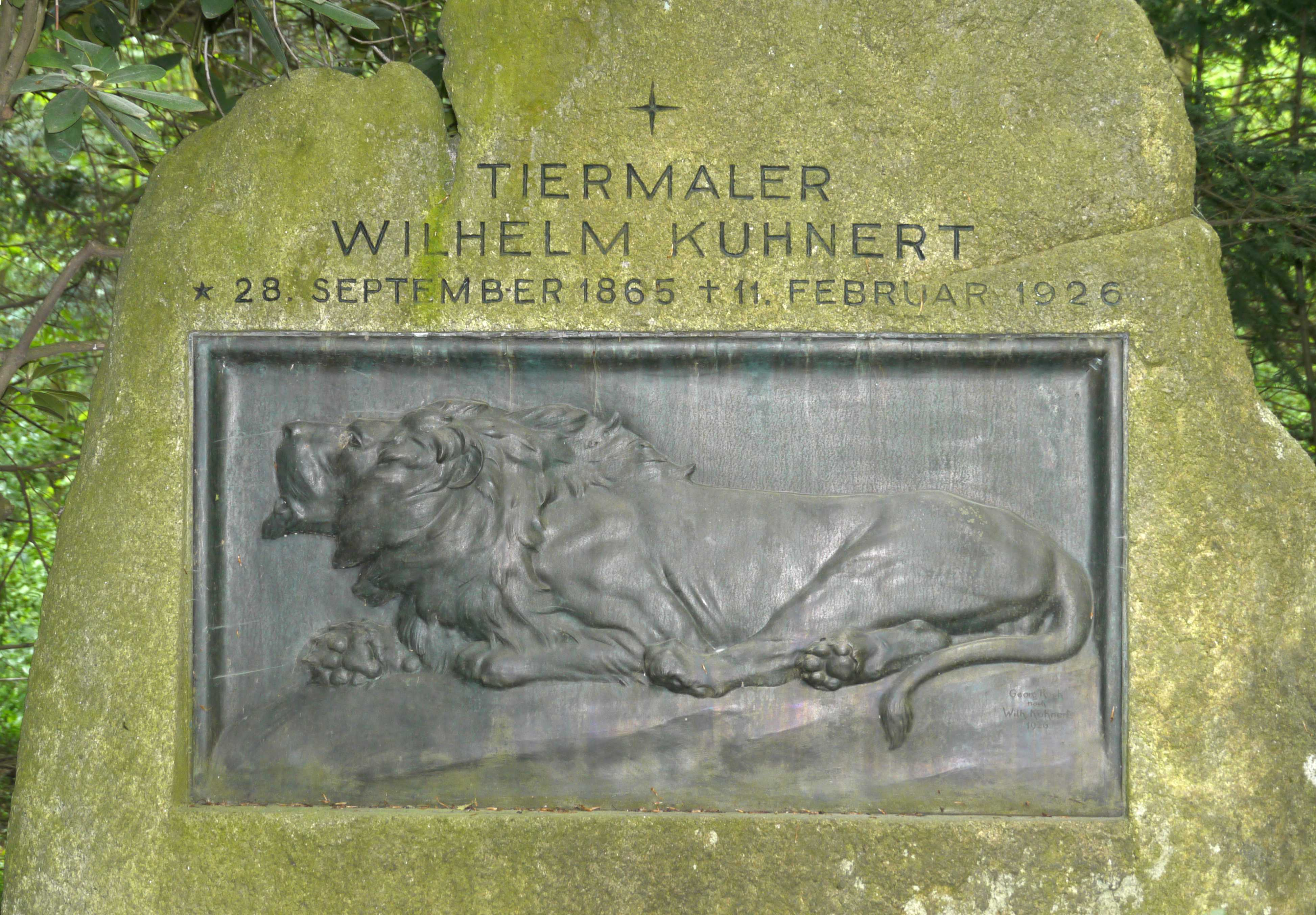
Grabstein von Wilhelm Kuhnert. Der Grabstein ist nach einer Radierung Kuhnerts gestaltet.

Friedrich Wilhelm Karl Kuhnert (* 28. September 1865 in Oppeln; † 11. Februar 1926 in Flims/Graubünden) war ein deutscher Maler, Autor und Illustrator, der sich auf Tierbilder spezialisierte.

## Leben

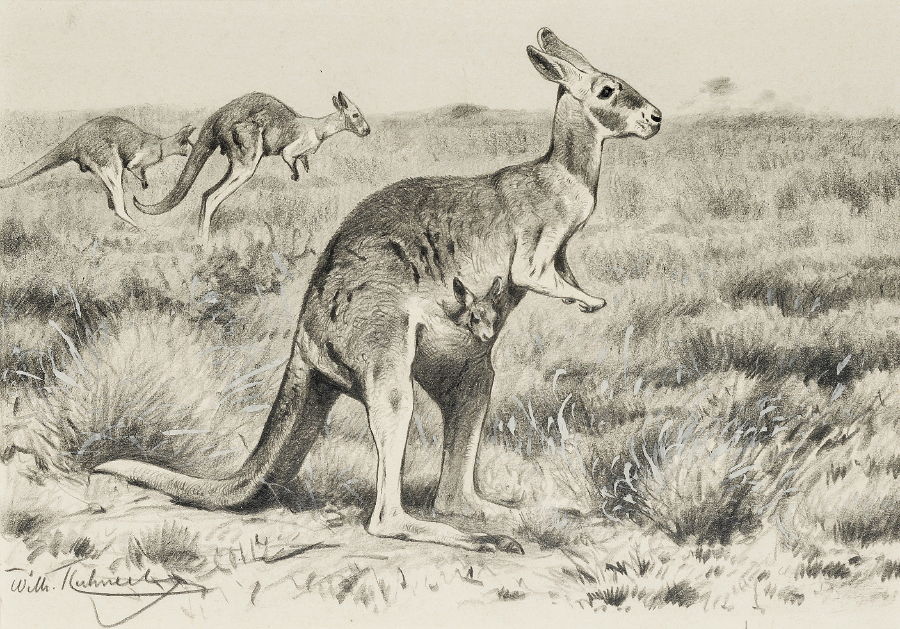
Kängurus, um 1900

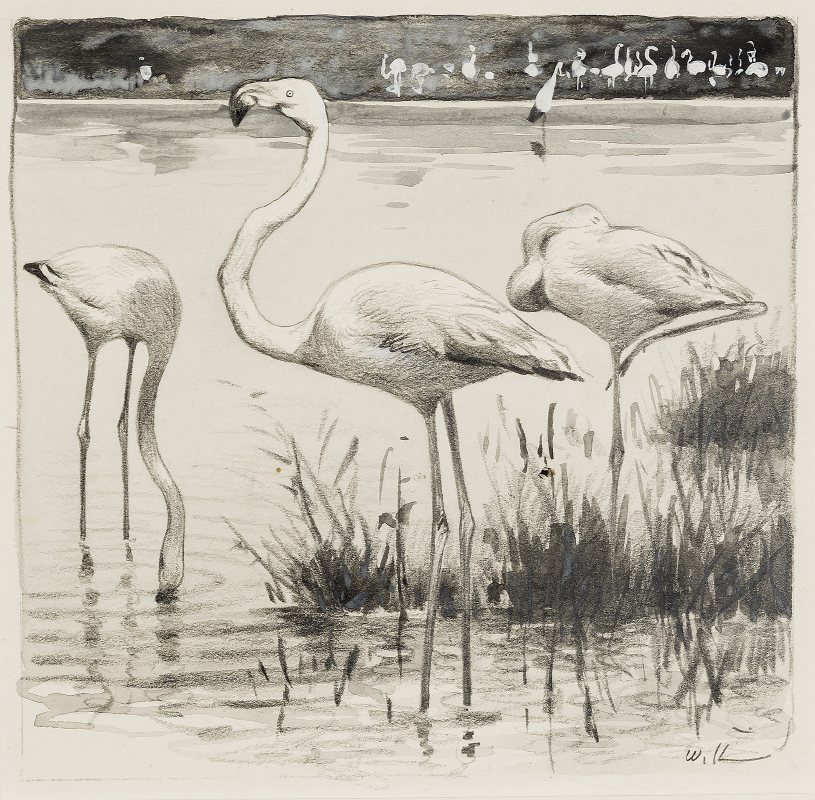
Flamingos, um 1900

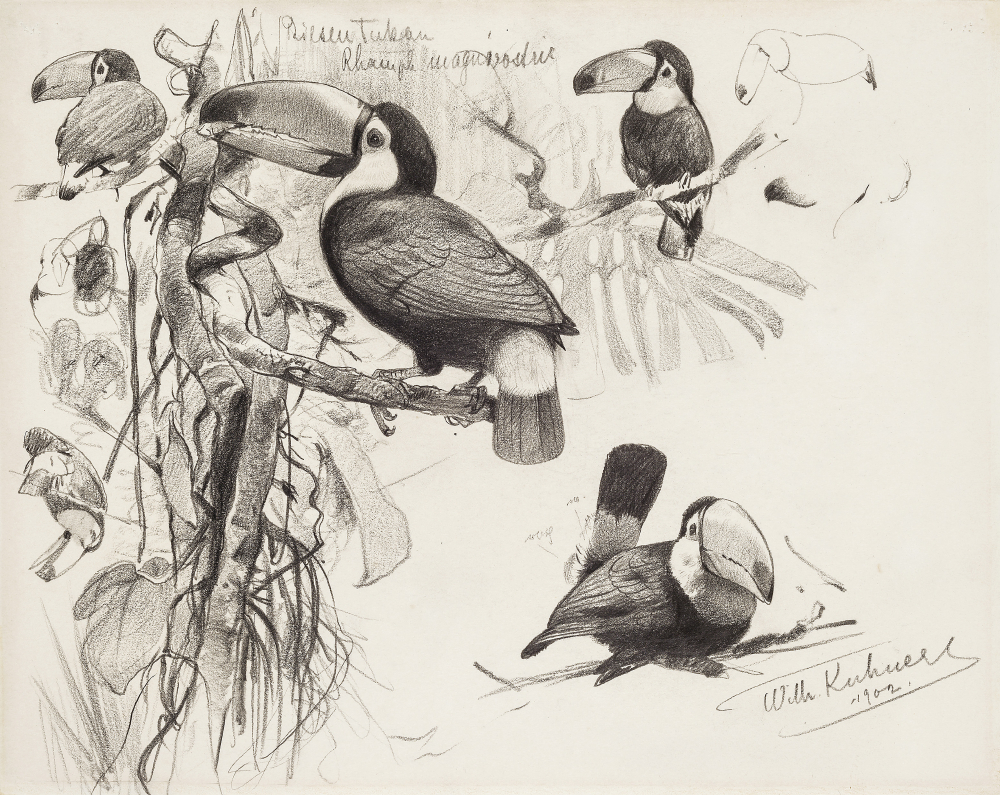
Riesentukan, 1902

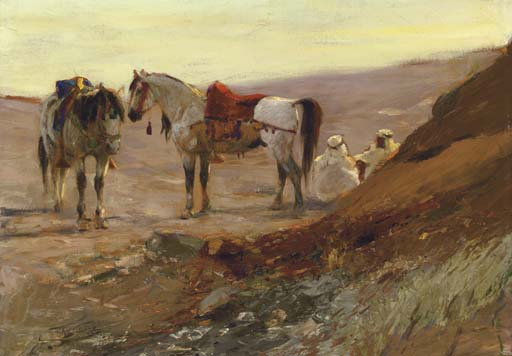
Rast in der Wüste, 1907

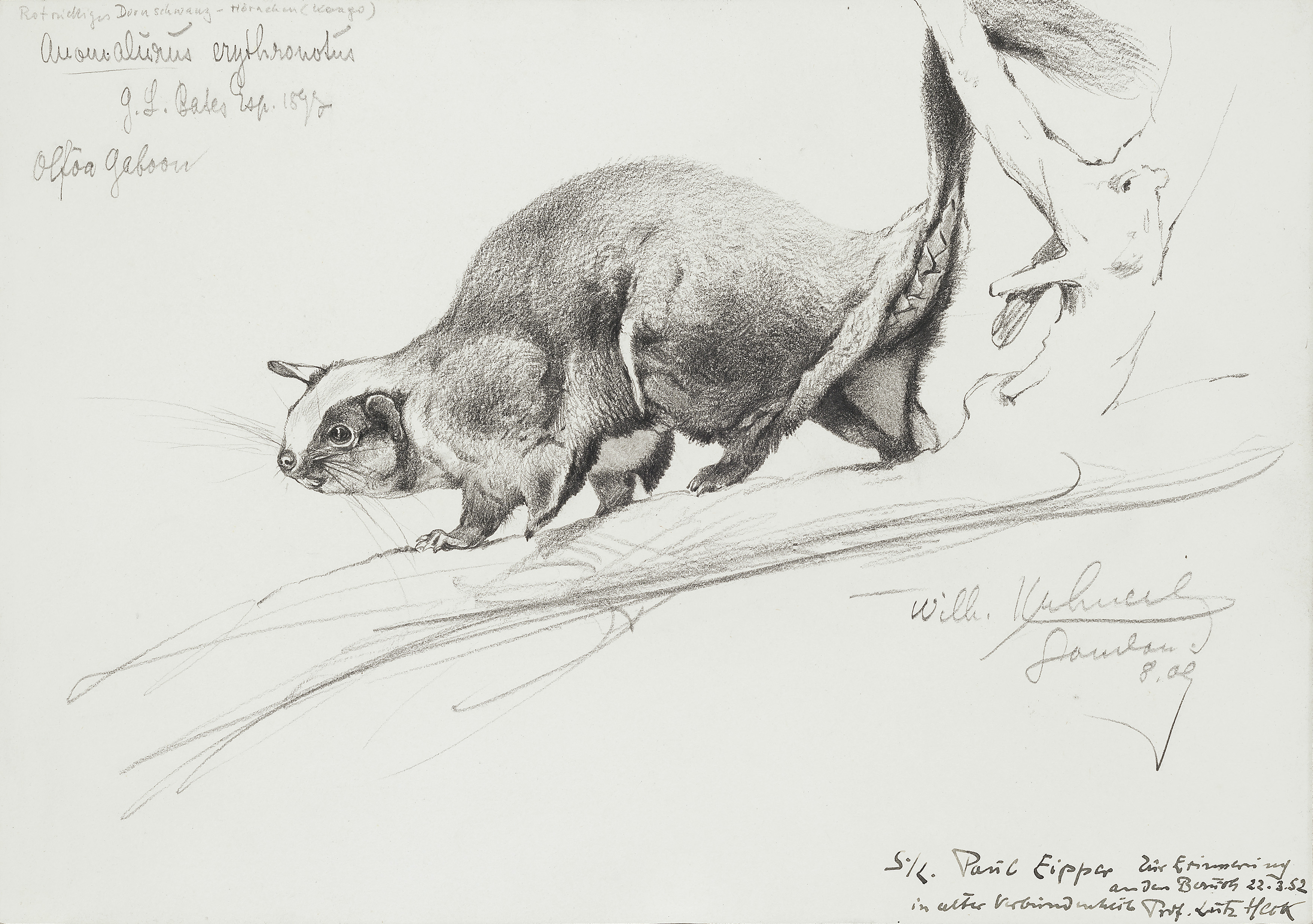
Dornschwanzhörnchen, 1909

Nach dem Abbruch einer technisch-kaufmännischen Lehre im Alter von 17 Jahren war Wilhelm Kuhnert von 1883 bis 1887 als Stipendiat Schüler der Königlichen Akademischen Hochschule für bildende Künste. Von seinem Wohnsitz in Berlin aus unternahm er Reisen in den Norden, nach Ägypten, Ostafrika und Indien, um Landschafts- und Tierstudien vorzunehmen. Sein Lieblingsmotiv waren die afrikanischen Löwen. 1905 gehörte er zu den Eingeschlossenen der Schlacht bei Mahenge.
Aus seiner 1894 mit der 18-jährigen Emilie Caroline Wilhelmine Ottilie Alvine Herdikerhoff geschlossenen Ehe ging eine Tochter hervor. Die Ehe wurde 1909 geschieden, nachdem Emilie während eines Studienaufenthaltes in Ceylon Kuhnert verlassen hatte.
1901 erschien das von ihm als Illustrator gemeinsam mit dem Zoologen Johann Wilhelm Haacke verfasste Tierleben der Erde. 1903 war er für den Kölner Schokoladeproduzenten Ludwig Stollwerck mit Entwürfen für Stollwerck-Sammelbilder tätig und entwarf unter anderem Bilderserien für die Sammelalben No. 6. und Nr. 11. Auch zu Brehms Tierleben trug er zahlreiche Illustrationen bei (Jahrgang 1900).
In zweiter Ehe heiratete Kuhnert 1913 Gerda von Jankowski, die 1925 an seinem 60. Geburtstag verstarb.
Anders als damals üblich, studierte und zeichnete Kuhnert tropische Tiere nicht in zoologischen Gärten, sondern in der freien Natur. Er fertigte Bilder in den Techniken Zeichnung, Radierung, Aquarell und Öl an. Kuhnert gilt als bedeutendster deutscher Tiermaler seiner Zeit. Er war nicht nur Maler und Illustrator, sondern auch Jäger und nahm oft schwere Strapazen auf sich, um seine Motive in freier Wildbahn zu erlegen und zu malen.
Kuhnert starb am 11. Februar 1926 während eines Erholungsaufenthaltes in der Schweiz. Sein Grab befindet sich im Block Epiphanien, Gartenblock I, Gartenstelle 85/86 auf dem Südwestkirchhof Stahnsdorf bei Berlin. Seinen Grabstein schmückt ein Löwenrelief von Georg Roch nach einer von Kuhnert selbst geschaffenen Zeichnung.

## Sonderausstellungen
- 2011: 4x Afrika und zurück. Meisterwerke des Tiermalers und Illustrators von Brehms Tierleben Wilhelm Kuhnert, Knauf-Museum Iphofen
- 2015: Der Löwen-Kuhnert: Afrikas Tierwelt in den Zeichnungen von Wilhelm Kuhnert, Alte Nationalgalerie Berlin. Katalog.[2]
- 2018/19: König der Tiere. Wilhelm Kuhnert und das Bild von Afrika, Schirn Kunsthalle, Frankfurt am Main, ISBN 978-3-7774-3128-4.[3][4]

## Schriften (Auswahl)
- Im Lande meiner Modelle. Leipzig 1918.
- Meine Tiere: die Radierungen Wilhelm Kuhnerts. Berlin 1925.
- Vollständiger Katalog der Originalradierungen des Künstlers. Berlin 1927.